# Slade in Flame
Albums de Slade
Old New Borrowed and Blue
(1974) Nobody's Fools
(1976)
Singles
1. Far Far Away
Sortie : 11 octobre 1974
2. How Does It Feel
Sortie : 7 février 1975

Slade in Flame est le cinquième album studio du groupe britannique de rock Slade. Il est sorti en 1974 sur le label Polydor.
Il s'agit de la bande originale du film Flame, dans lequel les quatre membres de Slade jouent le rôle de musiciens qui deviennent célèbres dans les années 1960 en formant un groupe nommé Flame. Les chansons s'éloignent ainsi en partie du glam rock vers un son rappelant davantage la musique de la décennie précédente, notamment à travers l'inclusion d'une section de cuivres.
Slade in Flame se classe no 6 des ventes au Royaume-Uni à sa sortie. Les singles Far Far Away et How Does It Feel réalisent également de bonnes performances au hit-parade en se classant respectivement no 2 et no 15 des ventes.

## Fiche technique

### Chansons
Toutes les chansons sont écrites et composées par Noddy Holder et Jim Lea.
| 1. | How Does It Feel                    | 5:54 |
| 2. | Them Kinda Monkeys Can't Swing      | 3:05 |
| 3. | So Far So Good                      | 3:06 |
| 4. | Summer Song (Wishing You Were Here) | 3:36 |
| 5. | O.K. Yesterday Was Yesterday        | 3:58 |

| 6.  | Far Far Away           |  | 3:37 |
| 7.  | This Girl              |  | 3:32 |
| 8.  | Lay It Down            |  | 4:08 |
| 9.  | Heaven Knows           |  | 3:55 |
| 10. | Standin' on the Corner |  | 4:54 |

La version américaine de l'album remplace Summer Song (Wishing You Were Here) et Heaven Knows par The Bangin' Man et Thanks for the Memory, deux chansons uniquement sorties en 45 tours au Royaume-Uni.

### Musiciens

#### Slade

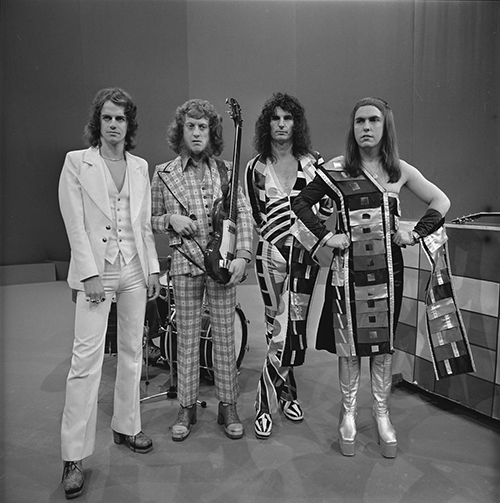
Slade en 1974. De gauche à droite : Jim Lea, Noddy Holder, Don Powell et Dave Hill.

- Noddy Holder : chant, guitare rythmique
- Dave Hill : guitare solo, chœurs
- Jim Lea : basse, piano, chœurs
- Don Powell : batterie

#### Musicien supplémentaire
- Bud Beadle : saxophone baryton
- Ron Carthy, Eddie Quansah : trompette
- Mick Eve, Steve Gregory : saxophone ténor
- Malcolm Griffiths, Chris Hammer Smith : trombone
- Chris Mercer : saxophones baryton et ténor

### Équipe de production
- Chas Chandler : production
- Alan O'Duffy : ingénieurs du son
- Paul Welch : direction artistique
- Wadewood Associates : conception artistique
- Steve Ridgeway : logo
- Welbeck Photography : photographie (images du film)
- Gered Mankowitz : photographie (portraits du groupe)

### Classements et certifications
| Classement                    | Meilleure position |
| ----------------------------- | ------------------ |
| Allemagne                     | 41                 |
| Australie (Kent Music Report) | 25                 |
| États-Unis (Billboard 200)    | 93                 |
| Norvège (VG-lista)            | 2                  |
| Royaume-Uni (UK Albums Chart) | 6                  |